# Hotel Imperial (København)
 For alternative betydninger, se Hotel Imperial. (Se også artikler, som begynder med Hotel Imperial)
Hotel Imperial er et hotel på Vester Farimagsgade i København lige ved Vesterport Station. Hotellet er en del af Arp-Hansen Hotel Group.
Imperial blev opført af et konsortium af håndværksmestre og har siden åbningen i 1958 lagt vægt på at tilbyde sine gæster moderne indretning og faciliteter. Dets første direktør var Sonja Mathisen, der også var direktør for Hotel Randers. Oprindeligt havde hotellet 190 værelser, men i dag er der 304. Tre fonde, der tilhørte anden generation efter håndværksmestrene, drev hotellet frem til 2004, hvor det blev overtaget af Arp-Hansen.
Hotellet er tegnet af Otto Frankild sammen med Svend Aage Hansen og Jørgen Høj. Hotellet er nyindrettet af Jørgen Buschardt. Hotellet har en hel etage af værelser er dedikeret til klassiske møbler og tidløst design af den danske designer-ikonet Børge Mogensen.
I bygningen ligger biografen Imperial, der først blev indviet i 1961.